# 台湾糖業鉄道の旅客駅一覧
台湾糖業の鉄道駅一覧では、台湾糖業鉄道の廃止時点の旅客駅を製糖工場別に並べ、分類を行う。

## 月眉製糖工場

### 大甲線
（明治45年（1912年）7月1日開業、甲后線とも）
后里 - 后里下 - 泉州厝 - 月眉 - 四塊厝 - 二崁 - 外埔 - 馬鳴埔 - 大甲東 - 山脚 - 南門 - 市場前 - 大甲
※后里下は戦後廃止。

### 大安港線
（廃止）
大甲 - 南門 - 庄尾 - 横圳 - 奉化 - 松子脚 - 脚踏 - 大安港

### 中庄線
（廃止）
大甲 - 南門 - 福興 - 中庄 - 東中庄

## 台中製糖工場

### 中南線
（1959年八七水害のため旅客営業廃止）
台中 - 花園 - 太平 - 光隆 - 番子寮 - 塗城 - 北溝 - 変電所 - 霧峰 - 六股 - 万斗六 - 旧社 - 烏渓南岸 - 新豊 - 草屯 - 林子頭 - 省府前 - 営盤口 - 林庄 - 半山 - 南投

### 濁水線
（元南投製糖工場所属、同廃止）
南投 - 南糖 - 三塊厝 - 新佳 - 虎子坑 - 名間 - 濁水
名間 - 鼻子頭 - 二水
※戦前、南投駅（帝国製糖中南線所属）および明治南投駅（明治製糖南投線所属）があった。両駅は戦後に南投、南糖と改称され、台中～濁水も「中濁線」として直通運転。
※名間～二水は官営鉄道集集線に平行する。同は集集開業後、旅客営業廃止。

### 中寮線
（元南投製糖工場所属、同廃止）
三塊厝 - 白鷺厝 - 千秋斗 - 新厝 - 竹子坑 - 撻子湾 - 東勢閣 - 中寮 - 郷親寮

## 彰化製糖工場

### 和美線
（廃止）
線西 - 十五張犁 - 月眉 - 北勢頭 - 和美 - 竹営 - 柑子井 - 会社横 - 彰糖 - 新庄子 - 茂盛厝 - 過溝子
※月眉、北勢頭は戦後廃止。

### 鹿港線
（元新高製糖所属、廃止）
彰化 - 西門口 - 平和厝 - 莿桐脚 - 下莿桐脚 - 馬鳴山 - 三塊厝 - 崎溝子 - 前厝 - 鹿港
※平和厝、下莿桐脚、前厝は戦後廃止。

※渓湖・彰化工場の鹿港線は同じではなく。

## 渓湖製糖工場（渓湖糖廠）

### 鹿港線
（元明治製糖所属、廃止）
渓湖 - 北渓湖 - 頂寮 - 埔塩 - 瓦磘 - 外中 - 新厝 - 富景 - 鹿港
※戦前、明治鹿港駅（明治製糖所属）および新高鹿港駅（新高製糖所属）があったが、戦後に統合。

※彰化・渓湖工場の鹿港線は同じではなく。

### 員林線
（廃止）
渓湖 - 新渓湖 - 巫厝 - 二重湳 - 埔心 - 南員林 - 員林
※新渓湖は戦後廃止。

※上記の4路線も統合して「員西線」と称された。

### 王功複線
（トロッコ観光列車）
渓湖 - 草埔 - 濁水

## 埔里製糖工場

### 小埔線
（他の路線とは全く接続しない独立路線、三條崙線とも）
埔里 - 廠内 - 眉渓 - 四角城 - 史城 - 小埔社

## 斗六製糖工場

### 崁頭厝線
斗六 - 社口 - 大崙 - 社厝子 - 湳子 - 古坑 - 崁頭厝

### 斗六斗南線
斗六 - 社口 - 大崙 - 瓦厝 - 将軍 - 斗南

## 虎尾製糖工場

### 斗南線
斗南 - 明昌里 - 大東- 工場 - 虎尾

### 北港線
虎尾 - 大屯 - 大荖 - 土庫 - 興新 - 奮起 - 埤脚 - 子茂 - 元長 - 龍岩 - 草湖里 - 新街 - 船頭埔 - 北港

### 西螺線
虎尾 - 廉使 - 北渓厝 - 墾地 - 湳仔村 - (田尾分岐) - 二崙 - 永定厝 - 埔心 - 西螺

### 西螺南州線
西螺 - 南岸 - 水尾 - (田林線接続) - 渓墘厝 - 溪州 - 溪州北 - 北勢 - 北斗

### 崙背線
虎尾 - 後壁寮 - 廉使 - 北渓厝 - 墾地 - 湳子村 - (田尾分岐) - 羅厝 - 崙背 - 五塊厝 - 大有 - 興化厝 - 霄仁厝 - 沙崙 - 麦寮

### 猫児干線
五塊厝 - 猫児干 - 施厝 - 橋頭 - 三姓

### 龍岩線
虎尾 - 廉使 - 北渓厝 - 改良場 - 新興農場 - 繁殖場 - 馬光 - 龍岩村 - 龍岩 - 褒忠 - 月眉村 - 東勢 - 東勢市区 - 五塊寮 - 台西

### 莿桐線
虎尾 - 平和厝 - 大庄 - 三塊厝 - 恵来厝 - 大埔尾 - 莿桐 - 樹子脚 - 麻園

## 烏樹林製糖工場

### 烏樹林線
（1979年9月より旅客取扱廃止、新東線とも）
北新 - 土庫里 - 福安 - 烏樹林 - 下寮子 - 東山

### 白河線
（廃止）
烏樹林 - 東農 - 頂秀祐 - 白河

### 後壁線
（元貨物線、2001年12月29日トロッコ列車を運行開始）
烏樹林 - 頂寮 - 新頂埤

## 新営製糖工場

### 布袋線
（廃止）
新営 - 廠前 - 修理廠前 - （南信号所） - 東太子宮 - 紙漿廠 - 太子宮 - 南門 - 塩水 - 岸内 - 義竹 - 埤子頭 - 安溪寮 - 前東港 - 布袋 - 半路店
※戦後、修理工場前およびパルプ工場は中国語で修理廠前および紙漿廠と改称。修理廠前は1956年7月1日旅客貨物営業廃止し、工作站前と改称。

### 学甲線
（廃止）
新営 - 廠前 - （南信号所） - 八老爺 - （果毅後旗） - 大内分岐 - 鉄線橋 - 十六甲 - 下営 - 大埤村 - 大屯寮 - 瓦寮 - 山寮 - 学甲

### 八老爺線
（トロッコ観光列車）
中興 - （果毅後旗） - 八翁
※中興駅は元新営と廠前の間に、八翁駅は大内分岐からの元貨物線・大内線にある。まだ、中興～新営復旧の構想がある、完成すれば台鉄に乗換可能。

## 麻豆製糖工場

### 隆田線
（1980年7月より旅客取扱廃止）
隆田 - 西庄 - 寮子廍 - 総爺 - 龍泉 - 巷口 - 新麻豆 - 子良廟 - （佳里製糖工場接続）

## 佳里製糖工場

### 隆田線
（1980年7月より旅客取扱廃止）
（麻豆製糖工場接続） - 子良廟 - 後庄 - 蕭壠 - 佳里興 - 営頂 - 大湾 - 東寮 - 旧学甲 - 学甲 - 光華 - 中浯 - 二重港
蕭壠 - 佳里

## 玉井製糖工場

### 玉左線
（廃止）
玉井 - 望明 - 大松 - 九層林 - 後坑 - 王萊坑 - 左鎮
※王萊坑の「王萊」は、台湾語でパイナップルのこと。

## 善化製糖工場

### 左鎮線
（廃止）
左鎮 - 菜寮 - 松子頂 - 頂店 - 卓猿 - 平陽 - 丸峰 - 新庄 - 山上 - 明和 - 大社 - 仁徳 - 茄抜 - 小新営 - 北子店 - 善化
※上記の2路線も統合して「玉善線」と称された。

### 善化線
（廃止）
善化 - 六分寮 - 六徳 - 善糖 - 神社前 - 公誠村
善糖 - 新厝 - 善化街
※戦後、神社前が移転し公誠村に改称。善化街延伸線は1954年開業。

## 仁徳製糖工場

### 関廟線
（1972年8月より旅客取扱廃止）
台南 - 東門 - 徳光 - 車路墘 - 竹篙厝 - 後壁厝 - 新田 - 六甲 - 帰仁 - 関廟

## その他

### 暗渓線
（帝国製糖所属、昭和10年（1935年）頃までに旅客営業廃止）
北溝 - 交差点 - 暗渓
※北溝に中南線接続。

### 聚興線
（帝国製糖所属、昭和10年（1935年）頃までに旅客営業廃止）
市場前 - 番子路 - 水景頭 - 軍功寮 - 公館 - 聚興
※市場前（戦後は花園と改称）に中南線接続。